# Dorcadion phenax
Dorcadion phenax es una especie de coleóptero de la familia de los cerambícidos.

## Distribución
Se encuentra en Siberia.